# Surfrider Foundation
Die Surfrider Foundation ist eine Nichtregierungsorganisation, die sich dem Schutz von Küsten und Gewässern verschrieben hat. Dieses Ziel wird durch Aufklärungsarbeit, Forschung, Lobbyarbeit und Mobilisierung verfolgt.
Ursprünglich in den USA gegründet, bildet die Surfrider Foundation mittlerweile ein weltweites Netzwerk mit Chaptern auf jedem bewohnten Kontinent, so auch in Europa und in Deutschland.

## Mission
Laut Statuten widmet sich die Surfrider Foundation Europe als Non-Profit-Organisation der Verteidigung, Rettung, Verbesserung und Instandhaltung der Ozeane, Küsten, Wellen und der Menschen die diese nutzen und genießen. Dies erfolgt auf eine nachhaltige Weise durch Bildung und Sensibilisierung, Forschung, Lobbyarbeit gegen Verschmutzung, Lobbyarbeit gegen die Verbauung von Küsten, lokale Aktionen, öffentliche Mobilisierung und Proteste sowie die Herstellung und den Verkauf von Produkten der Marke der Non-Profit-Organisation.

## Geschichte
1984 beschlossen Surfer in Malibu (Kalifornien), durch aktive Gegenwehr den gefährdeten lokalen Surfspot zu erhalten. Nach mehreren Jahren als loser Zusammenschluss wurde schließlich eine offizielle Organisation gebildet und die Surfrider Foundation ins Leben gerufen.
Der dreifache Surfweltmeister Tom Curren gründete 1990 das erste Chapter der Surfrider Foundation Europe in Biarritz (Frankreich). Von dort aus breitete sich die SFE weiter aus und ist heute in mehreren europäischen Ländern vertreten.

## Surfrider Foundation Europe
Die Surfrider Foundation Europe ist eine eigenständige Organisation mit Hauptsitz in Biarritz (Frankreich). Von dort aus werden die Aktivitäten europaweit koordiniert und unterstützt. Der Großteil der Chapter befindet sich an der französischen Atlantikküste mit ihren zahlreichen Surfspots. Weitere Länder mit aktiven Gruppen sind Deutschland, die Niederlande, Belgien, Portugal, Italien, Schweden, Norwegen, Finnland, Bulgarien, Schweiz, Spanien und Österreich.
Europaweit engagieren sich etwa 5.000 Mitglieder, 1.000 Freiwillige in 40 Chaptern sowie 15.000 Unterstützer für die Surfrider Foundation.

## Die Surfrider Foundation im deutschsprachigen Raum
Aktuell gibt es in Deutschland fünf aktive Chapter, Baden-Pfalz, Berlin, Hamburg, Bodensee, Lübeck und Dresden. Die Chapter engagieren sich für die Küsten, Meere, Flüsse und Seen in Deutschland. Das Chapter Bas-Rhin hat seinen Sitz in Straßburg, das Chapter Swiss Lakes in Richterswil am Zürichsee.

## Initiativen und Programme
Bei der Initiative Océane werden jährlich am ersten Wochenende im Frühling Reinigungsaktionen an Küsten von Ozeanen, Seen und Flüssen oder auch im Wald organisiert. Ziel ist es einerseits, die Situation vor Ort zu verbessern, vor allem aber auf die zunehmende Gewässerverschmutzung öffentlich aufmerksam zu machen. Im Jahr 2012 wurden somit an 1.200 Orten mit 50.000 Teilnehmern 2.150 km Küstenlinie von 2500 m³ Müll befreit.
Im Programm Keepers of the Coast wird ein Netzwerk aufgebaut, dass über die Chapter und Mitglieder der Surfrider Foundation hinausgeht. Anwohner und Nutzer aller Surfspots werden darin unterstützt, vor Ort für deren Erhalt einzutreten und gegen Gewässerverschmutzungen oder Verbauung vorzugehen. Weisen Netzwerkmitglieder auf solche Missstände hin, erhalten sie Unterstützung in Bereichen wie wissenschaftliche Untersuchungen, Lobbyarbeit oder Kommunikation.
Die Stiftung unterhält Labore als unabhängige wissenschaftliche Einrichtungen, die an den Küsten Informationen über die Wasserqualität sammeln und diese überwachen. Mögliche Probleme sollen somit zeitnah entdeckt und behoben werden. Bislang gibt es Labore in Marseille, Biarritz und Bilbao, in den nächsten Jahren sollen weitere in den Niederlanden, Toulouse, Le Havre und der Bretagne entstehen.
Das pädagogische Programm zielt darauf ab, Kinder über Umweltthemen zu informieren und ihnen die Bedeutung eines umweltbewussten Lebensstils bewusst zu machen. Zu diesem Zweck werden Lehrern und Eltern entsprechende Materialien verschiedener Medien zur Verfügung gestellt und Einrichtungen von Freiwilligen der Surfider Foundation besucht.